# Union mathématique internationale
Pour les articles homonymes, voir IMU.
L’Union mathématique internationale — en anglais : International Mathematical Union (IMU) — est une organisation internationale consacrée aux mathématiques, fondée en 1919, dissoute en 1936 et reconstituée en 1951.
Elle fait partie du Conseil international pour la science et organise tous les quatre ans le congrès international des mathématiciens. Elle regroupe 65 organisations mathématiques nationales.

## Historique

### Création
En octobre 1918, peu avant la fin de la Première Guerre mondiale, la France, le Royaume-Uni et les États-Unis décident de se retirer des institutions de coopération scientifique existantes et d'en fonder de nouvelles, avec les alliés et éventuellement les pays neutres. C'est ainsi que le Conseil international de la recherche et l’Union mathématique internationale sont fondés en 1919 et 1920. La première assemblée générale a lieu en 1920 à Strasbourg, en même temps que le congrès international des mathématiciens, et elle élit son premier président, Charles-Jean de La Vallée Poussin. On établit alors un lien entre l’Union mathématique internationale et le congrès international des mathématiciens.

### Période moderne
En 2011, Ingrid Daubechies est la première femme présidente de l'UMI. Elle succède à László Lovász. En 2015 et  pour quatre ans, Shigefumi Mori devient président de l'Union. Il est le premier Asiatique à occuper ce poste. 
Le président pour la période 2019-2022 est Carlos E. Kenig.

## Congrès international des mathématiciens et prix

Premier congrès, Vienne, 1936

L'Union organise tous les quatre ans le congrès international des mathématiciens, qui rassemble des milliers de mathématiciens pendant quelques jours. C'est à cette occasion que sont remis les médailles Fields (de deux à quatre médailles, depuis 1936), le prix Nevanlinna (depuis 1981), le prix Carl-Friedrich-Gauss (depuis 2006) et la médaille Chern (depuis 2010). Le prix Leelavati récompense depuis 2010 une contribution exceptionnelle à la sensibilisation du public pour les mathématiques.